# Direcció general per a la Igualtat de Tracte i Diversitat
La Direcció general per a la Igualtat de Tracte i Diversitat és un òrgan de gestió del Ministeri de la Presidència, Relacions amb les Corts i Igualtat que depèn orgànicament de la Secretaria d'Estat d'Igualtat. Ha estat creat el 2018 i el primer director general n'és Ignacio Sola Barleycorn.

## Funcions
Corresponen directament a la Direcció general per a la Igualtat de Tracte i Diversitat les següents funcions:
- L'impuls i desenvolupament de l'aplicació transversal del principi d'igualtat de tracte i no discriminació.
- El disseny, programació i coordinació, en cada cas, de les actuacions i mesures que, en l'àmbit de l'Administració General de l'Estat, contribueixin a la promoció de la igualtat de tracte i la no discriminació, i la col·laboració en la matèria amb les comunitats autònomes i altres entitats públiques i privades.
- La realització d'informes i estudis, i l'anàlisi i valoració d'estadístiques, en les matèries que afectin a la igualtat de tracte i la no discriminació; així com la seva difusió i intercanvi amb altres departaments ministerials i ens públics o privats, d'àmbit internacional, nacional, autonòmic o local.
- La formulació d'iniciatives i activitats de sensibilització social, informació, formació, participació, i quantes unes altres siguin necessàries per a la promoció de la igualtat de tracte i la no discriminació de les persones.
- La promoció de mesures dirigides a l'assistència i protecció de les persones víctimes de discriminació, sense perjudici de les competències d'altres departaments ministerials.
- La proposta d'instruments de cooperació en el disseny de continguts dels plans de formació del personal de l'Administració responsable de les àrees relacionades amb la igualtat de tracte i la no discriminació.
- Promoure la igualtat i la no discriminació per motius de orientació sexual i identitat de gènere en l'àmbit educatiu, sense perjudici de les competències del Ministeri d'Educació i Formació Professional.
- Anàlisi del marc legislatiu per a la no discriminació de persones LGBTI.
- Supervisió del marc legislatiu de protecció en l'ocupació i la no discriminació per orientació sexual i identitat de gènere, sense perjudici de les competències del Ministeri de Treball, Migracions i Seguretat Social.
- Recopilació de dades i anàlisis estadístiques relatives als delictes d'odi comesos contra persones LGBTI en col·laboració amb els departaments ministerials competents en la matèria.
- Estudi sobre el maltractament dins de les relacions en persones LGBTI.
- Promoció de campanyes de sensibilització per a la no discriminació per orientació sexual i identitat de gènere.
- Coordinació i seguiment de les polítiques públiques dins de la Unió Europea i els organismes internacionals competents en diversitat.

## Estructura
D'aquesta Direcció general depenen els següents òrgans:
- La Subdirecció General per a la Igualtat de Tracte i la No Discriminació.
- El Consell per a l'Eliminació de la Discriminació Racial o Ètnica.